# Lukáš Tůma
Lukáš Tůma (* 4. června 1987 Příbram) je český ochránce přírody a komunální politik.

## Životopis
Vystudoval základní školu J. J. Ryby v Rožmitále pod Třemšínem (1994–2003). Dále studoval na Církevní střední odborné škole ve Spáleném Poříčí (2003–2007). V letech 2007–2008 absolvoval pomaturitní studium na jazykové škole Dimenze s.r.o.. Poté studoval na Přírodovědecké fakultě Univerzity Karlovy. Od roku 2010 vede Podbrdské ekocentrum Fabián, které je pobočkou Českého svazu ochránců přírody. V roce 2015 byl za Středočeský kraj zvolen do Ústřední výkonné rady ČSOP. V roce 2018 a 2022 mandát obhájil již za Hlavní město Prahu.
V současnosti (2025) pracuje jako vedoucí odboru správy veřejného prostranství a zeleně MČ Praha 5.

## Politická kariéra
V letech 2006–2016 byl členem Strany zelených, kde byl předsedou (2010–2012) a místopředsedou (2012–2015) rady krajské organizace ve středočeském kraji. V roce 2012 neúspěšně kandidoval na post hejtmana Středočeského kraje. Od října 2012 do srpna 2013 byl odborným asistentem poslance Petra Holečka a v letech 2013–2016 byl odborným poradcem poslance Františka Váchy. Od roku 2015 byl tzv. stínovým ministrem životního prostředí Strany zelených a také středočeským lídrem SZ do krajských voleb. 
Od roku 2016 je členenem STAN a zakladatelem oblastní organizace v Praze 7. V letech 2010–2017 byl zastupitelem a předsedou výboru pro životní prostředí v Rožmitále pod Třemšínem. V letech 2017–2021 byl odborným asistentem senátora Petra Pávka (STAN). V letech 2018–2022 byl zastupitelem MČ Praha 7, kde byl členem výboru pro vzdělávání, sociální politiku a zdravotnictví a místopředseda komise pro životní prostředí. V komunálních volbách v roce 2022 znovu kandidoval za STAN do zastupitelstva MČ Praha 7. STAN však nezískal dostatek hlasů.

## Soukromí
Je křesťanského vyznání. V roce 2009 byl křtěný a biřmovaný biskupem Františkem Radkovským v katedrále sv. Bartoloměje v Plzni. Je členem České křesťanské akademie. V roce 2022 konvertoval k evangelické církvi.
Chová exotický hmyz. Je předsedou Sekce pro chov exotického hmyzu v České společnosti entomologické. Hraje stolní tenis za AC Sparta Praha. Od roku 2016 vystupuje v představení Noc na Karlštejně.